# 湯頓迪恩 (英國國會選區)
湯頓迪恩（英語：Taunton Deane），英國國會一郡選區，位於英格蘭西南部薩默塞特郡南部，包括了湯頓迪恩全部。
本區始設於2010年。2010年大選中自民黨的傑雷米·布朗以49.1%選票勝出該區成功連任。